# Acquaviva Platani
Acquaviva Platani je kopcovité město na Sicílii v provincii Caltanissetta.
Jméno města (znamenající v italštině "Živá voda") je odvozeno od četných přírodních pramenů v oblasti. Do roku 1862 se město nazývalo jednoduše Acquaviva; přídomek Platani byl přidán, aby se město odlišilo od dalších tří měst v Itálii se jménem Acquaviva. Platani je jméno řeky, která teče v blízkosti města.
Hospodářství je založeno na zemědělství: významná je produkce pšenice, oliv, mandlí a pistácií. Příjem také poskytuje chov skotu a koní spolu s ovčími farmami.
K pamětihodnostem patří Torre dell´Orologio (hodinová věž), postavená v roce 1894, a kostel ze 17. století Chiesa Madre (Kostel Matky), zasvěcený Santa Marii della Luce.
Salvatore Quasimodo, který prožil část svého dětství v Acquavivě Platani, píše o městě ve své básni "Che vuoi pastore d´aria?", která je součástí sbírky Nuove Poesie.